# Aleksandr Vasil'evič Družinin
Aleksandr Vasil'evič Družinin (in russo Александр Васильевич Дружинин?; San Pietroburgo, 1824 – San Pietroburgo, 1864) è stato uno scrittore e critico letterario russo.

## Biografia

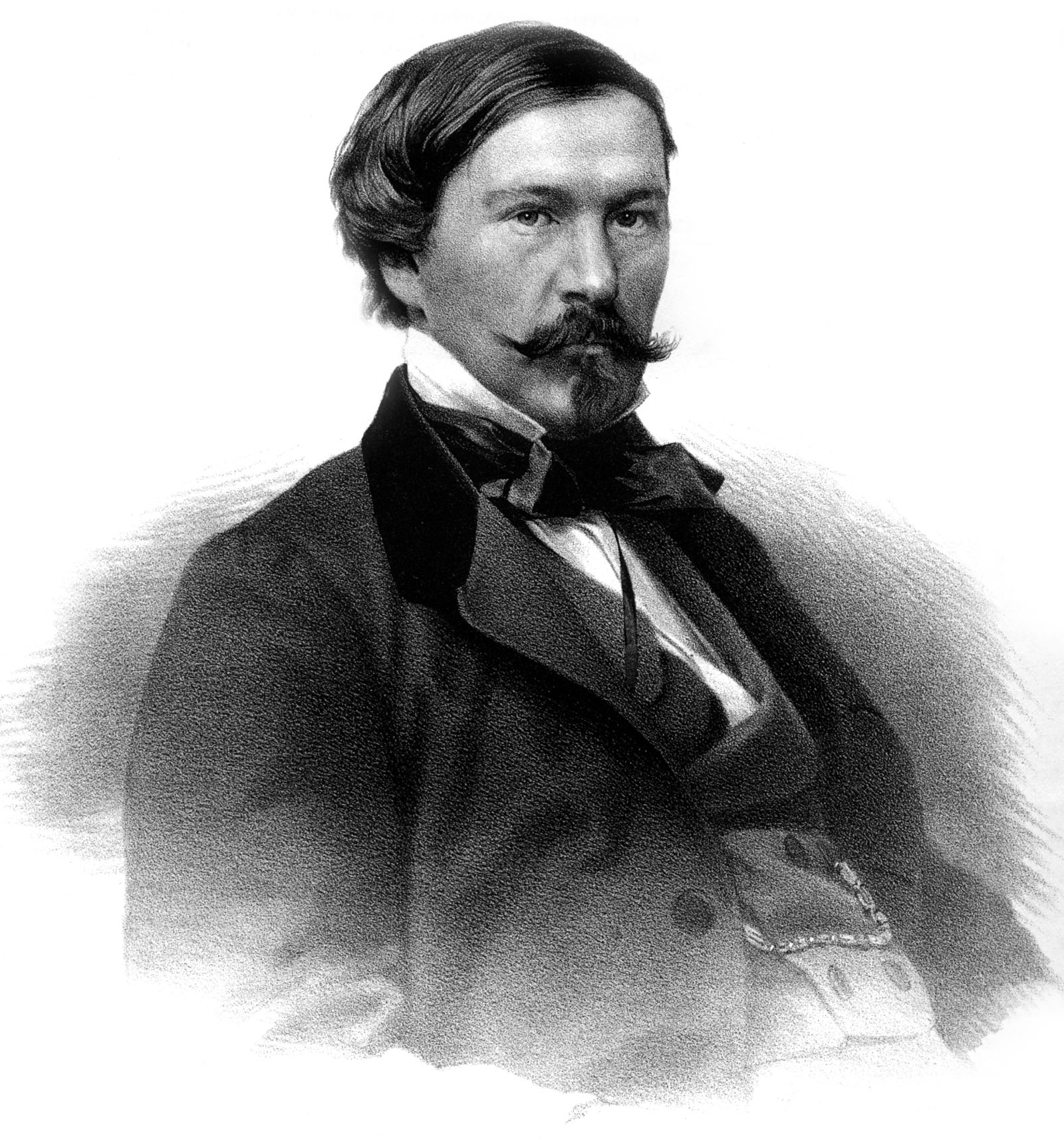
Aleksandr Vasil'evič Družinin

Fino al 1851 svolse l'attività di militare e di impiegato, dopodiché si dedicò con profitto all'attività letteraria, avendo già quattro anni prima pubblicato un significativo romanzo intitolato Polin'ka Saks, alla cui fama rimase legato per tutta la sua carriera di romanziere.

Il romanzo era incentrato su una delle tematiche più scottanti presenti e discusse nel panorama della letteratura russa dell'epoca: i diritti delle donne e la loro emancipazione. La novità introdotta da Družinin fu, dal punto di vista contenutistico, la possibilità per una moglie di ritornare tra le braccia del proprio marito, nonostante avesse in precedenza raggiunto una totale indipendenza nei rapporti matrimoniali. Lo sviluppo non parve originale in assoluto nell'ambito della letteratura europea, dato che una decina di anni prima George Sand, nel suo romanzo Jacques, aveva già approfondito la stessa tematica.
Il successo del suo primo romanzo lo spinse a scriverne altri, proseguendo lungo il cammino dell'arte realistica dedicata ad approfondire argomenti sociali, come nel caso di Lola Montez e Julija, ancora imperniati sulla questione femminile, invece Rasskaz Alekseja Dmitriča ("Il racconto di Aleksej Dmitrič) si basò su tematiche sociale, mentre il gusto satirico divenne predominante nel Sentimental'noe putešestvie Ivana Černoknižnikova po peterburgskim dačam ("Viaggio sentimentale di I. C. per le ville di Pietroburgo").
Come critico letterario, Družinin dissentì dalla linea di alcuni suoi colleghi illustri quali Dmitrij Ivanovič Pisarev, poiché difese la tradizione puškiniana di fronte ai promotori delle tendenze gogoliane, e avallò, sia pure con moderazione, il concetto dell'autonomia dell'arte e l'idea dell'"arte per l'arte".
Tra le altre attività meritevoli di una menzione, ricordiamo l'intenso lavoro come traduttore di opere straniere, da William Shakespeare a Walter Scott, oltre che la collaborazione, dal 1856 al 1861 con la rivista Biblioteka dlja čtenija ("Biblioteca per lettura").